# Ecstasy (romanzo)
Ecstasy (Ecstasy: Three Tales of Chemical Romance) è una raccolta di tre romanzi brevi (Gli invitti, La fortuna sta sempre nascosta, Lorraine va a Livingstone) scritti da Irvine Welsh, pubblicata nel 1996 e tradotta per la prima volta in italiano da Guanda nel 1997.
In essi ritornano alcuni personaggi già comparsi in altri suoi romanzi precedenti. Ecstasy, è un romanzo che rispecchia lo stile di Welsh, sempre al limite del delirio e con tinte forti, violente, acide, in cui i personaggi non sperano nell'happy ending.

## Gli invitti
Gli invitti narra in parallelo le vicende di due giovani apparentemente molto diversi tra loro ma i cui destini sono destinati a convergere.
Lloyd Buist è un trentenne di Leith che vive come un adolescente: passa serate e week end all'insegna dello sballo più completo in compagnia degli amici Ally, Nukes e Amber, si procura senza troppe difficoltà rapporti sessuali occasionali, specie con ragazze molto più giovani di lui, ha in tasca un diploma tecnico che non ha mai utilizzato e si guadagna da vivere con saltuari lavori di ristrutturazioni edilizie alle dipendenze dell'amico Woodsy, curioso personaggio che abbina la devozione alle pasticche a quella per Cristo, ma, soprattutto, spacciando ecstasy e amfetamine per conto di Veronica, una coetanea talmente truce da essere soprannominata La Figa Velenosa. 
Le stesse droghe che gli fanno guadagnare di che vivere sono anche la sua principale voce di spesa, affiancate saltuariamente da pinte di birra e compresse di metadone per gestire le fasi di down.
Tifa per gli Hibernians e in passato è stato attivo in alcune risse da stadio ma ora ha abbandonato il fronte sia perché più interessato alle droghe che a causa dei guai legali dell'amico Nukes, identificato dalla polizia dopo uno scontro tra tifoserie. 
Saltuariamente viene confuso con Lloyd Beattie, un altro trentenne di Leith che da adolescente aveva avuto rapporti sessuali con la sorella solo dodicenne, tale equivoco, oltre che infastidirlo, rischia pure di metterlo nei guai negli ambienti frequentati da persone pesantemente alterate da alcol e droghe che sono il suo habitat naturale.
Heather Thomson è una ventisettenne di Dunfermline che lavora come impiegata amministrativa in un ufficio pubblico ed è sposata al coetaneo Hugh, ex leader studentesco e agitatore socialista presto trasformatosi in un dirigente pubblico di livello medio/basso che professa idee neoliberiste sostenendo convintamente Tony Blair e ha rinnegato le vecchie amicizie universitarie per frequentare solo persone che possano favorirgli la carriera. 
Quando Hugh tradisce anche il proprio tifo calcistico per il Dunfermline fingendosi sostenitore dei Rangers di Glasgow per ingraziarsi Bill, un suo superiore, Heather decide che la misura è colma: abbandona il suo noioso lavoro e una vita matrimoniale sempre meno soddisfacente, soprattutto sul piano sessuale (non ha un orgasmo da quattro anni) e si trasferisce a Edimburgo, nel quartiere di Gorgie, a casa dell'amica Marie, dedicandosi alla pittura e iscrivendosi a un corso di abilitazione per l'insegnamento.
Malgrado il desiderio di mettersi la vita precedente alle spalle e l'effetto disinibente dell'ecstasy, che sperimenta per la prima volta, non riesce a lasciarsi andare ad avventure sessuali in serie, come fa invece Marie, e torna addirittura in anticipo da una vacanza ad Ibiza.
L'incontro tra Lloyd ed Heather, in un bar di Leith, metterà entrambi di fronte a emozioni completamente nuove, a un sentimento che potrebbe essere il tanto agognato amore e a cui i due si mostrano inizialmente poco preparati.

## La fortuna sta sempre nascosta
Il titolo è un verso di I'm Forever Blowing Bubbles, il celeberrimo inno dei tifosi del West Ham United: il romanzo breve è infatti ambientato a Londra, nei sobborghi intorno a Newham e uno dei protagonisti, Dave Thornbridge, detto Thorny, è leader di una firm di ultras degli Hammers specializzata in scontri violenti con altre tifoserie, in primo luogo quelle di Millwall e Newcastle.
Mezzo scozzese dal lato paterno (il padre di Thorny, che compare come cameo nel romanzo, è un bruto ubriacone ex ultras dei Rangers di Glasgow), Dave ha una ex compagna accanita fumatrice da lui ribattezzata La Sfigata e un figlio di cui si occupa ben poco ma sul quale accampa pretese in virtù del legame genetico malgrado la superficialità dei loro rapporti reali. 
Si guadagna da vivere ufficialmente come titolare di un'officina di riparazioni d'auto assieme all'amico Bal, ma insieme a quest'ultimo e agli altri compari Shorthand e Riggsie si dedica soprattutto ai furti in appartamento e allo smercio di droghe, di cui è anche occasionale consumatore.
Samantha Worthington, l'altra protagonista del romanzo, è una bellissima ragazza originaria di Wolverhampton, ove nel 1963 è nata senza braccia a causa degli effetti di un pericoloso farmaco sperimentale per le ulcerazioni della bocca, la Tenazadrine, assunta dalla madre Mary nel corso della gravidanza. L'impatto della sua malformazione è devastante sulla famiglia: il padre Bob fugge a Toronto, in Canada, dove costruirà un'altra famiglia, mentre la madre si suicida a causa del duplice dolore. 
Samantha cresce in un orfanotrofio e la sua vita diviene scandita da due pulsioni: la sete di vendetta nei confronti degli artefici del farmaco che le ha rubato la famiglia e molte possibilità e la passione per il sesso, arte in cui desidera eccellere più delle ragazze “normali”.
Come ne Gli invitti, la trama presenta in parallelo le vicende dei due protagonisti fino al loro incontro in un pub londinese: Dave, forse per la prima volta in vita sua, si innamora, e Samantha cercherà di coinvolgerlo nel climax della sua vendetta.

## Lorraine va a Livingstone
Il terzo romanzo breve è ambientato a Londra, come La fortuna sta sempre nascosta, ed è molto più corale dei precedenti, dal momento che la vicenda si impernia attorno a quattro personaggi principali: Rebecca Navarro, quarantaduenne autrice di banali romanzetti rosa per casalinghe che l'hanno resa miliardaria, Yvonne Croft e Lorrain Gillespie, giovani e avvenenti infermiere del St Hubbin's Hospital (la seconda è scozzese, originaria della città di Livingstone, da cui il titolo al romanzo) e Glen, timido ragazzo che lavora come tecnico del laboratorio di patologia nel medesimo ospedale.
L'evento che mette in moto il plot è l'infarto che colpisce Rebecca, causato dalla sua bulimia e obesità: la celebre scrittrice viene ricoverata al St Hubbin's ove costruirà un rapporto d'amicizia con Lorraine, per merito della quale scoprirà la falsità del cinquantenne marito Perkins, che, oltre a vivere nel lusso solo grazie agli introiti dei suoi romanzi, non la ama affatto e le mente spudoratamente riguardo alla loro situazione finanziaria al fine di coprire le spese destinate ai propri vizi: Perkins infatti la tradisce ripetutamente con delle prostitute che conduce in una garçonniere a Kensington ed è un appassionato di pornografia estrema, in particolare di fist fucking.
Lorraine nel frattempo trascorre le sue serate in locali specializzati in musica house ed abusando di ecstasy alla disperata ricerca della propria identità sessuale: nella sua Sehnsucht identitaria coinvolge inevitabilmente anche Glen, inizialmente attratto da lei, e Yvonne, che travolge con un bacio saffico venendo però respinta dalla collega e amica, che al contrario di Lorraine è certa della propria eterosessualità.
Rebecca inizia invece a costruire la sua vendetta nei confronti di Perkins inserendo audaci elementi pornografici nelle bozze dei propri romanzi stucchevolmente romantici e terrorizzando in questo modo il marito e l'editor Glies, che vedono a rischio i propri guadagni.
Glen, nel suo ruolo professionale, si trova da tempo a dover assistere malvolentieri (pur essendo a sua volta corrotto con modeste quantità di denaro) all'indicibile scambio che avviene tra i dirigenti dell'ospedale e il celebre presentatore televisivo Freddy Royle, amico di famiglia di Rebecca e Perkins nonché accanito necrofilo, che finanzia generosamente il nosocomio in cambio del libero accesso ai cadaveri di persone appena decedute su cui esercita la propria parafilia. 
Geoffrey Clements, un nuovo patologo, professionista scrupoloso e integerrimo, si accorge però delle tracce di sperma su alcuni cadaveri e arriva ad affrontare Alan Sweet, potente direttore della Fondazione del St Hubbin's e principale complice di Royle, affinché svolga accurate indagini interne sul personale.
Il finale, come spesso nelle opere di Welsh,  condurrà ad un vero happy end per alcuni dei protagonisti e a beffardi giochi del destino per altri.

## Collegamenti ad altre opere
Sia ne Gli invitti che ne La fortuna sta sempre nascosta è citato Spud Murphy, uno dei protagonisti di Trainspotting e Porno

## Edizioni in italiano
- Irvine Welsh; Ecstasy, traduzione di Mario Biondi, Ugo Guanda Editore, Parma 1997
- Irvine Welsh; Ecstasy, traduzione di Mario Biondi, Tea, Milano 1999
- Irvine Welsh; Ecstasy, traduzione di Mario Biondi, SuperPocket, Milano 2001